# 圣莫冈
圣莫冈（法語：Saint-Maugan，法語發音：[sɛ̃ moɡɑ̃]）是法国伊勒-维莱讷省的一个市镇，位于该省西部，属于雷恩区。

## 地理
圣莫冈（48°8'6"N, 2°5'1"W）面积8.43 平方千米，位于法国布列塔尼大區伊勒-维莱讷省，该省份为法国西北部沿海省份，位于布列塔尼半岛东部，北濒大西洋，西接阿摩尔滨海省和莫尔比昂省，南至大西洋卢瓦尔省，西南端接曼恩-卢瓦尔省，东临马耶讷省，东北与芒什省接壤。
与圣莫冈接壤的市镇（或旧市镇、城区）包括：布莱吕艾、布瓦热维利、伊方迪克、米埃勒、圣奥南拉沙佩勒、圣贡莱。

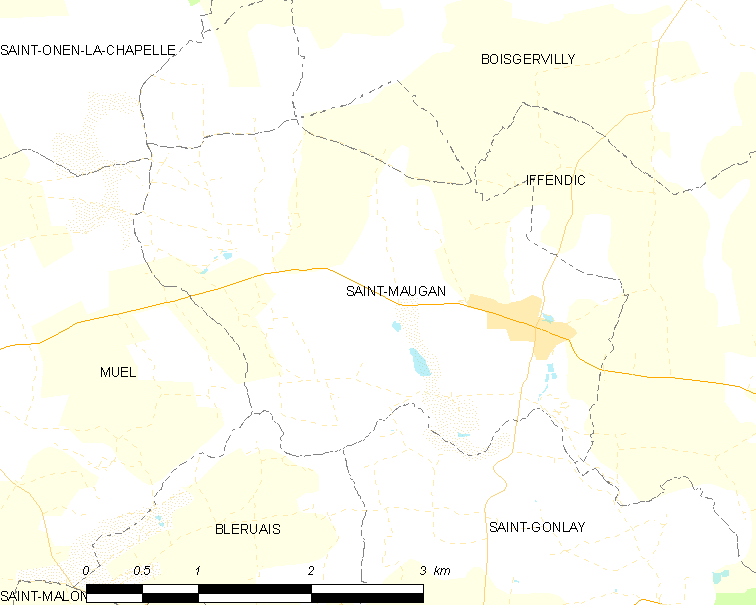
圣莫冈的OSM定位图

圣莫冈的时区为UTC+01:00、UTC+02:00（夏令时）。

## 行政
圣莫冈的邮政编码为35750，INSEE市镇编码为35295。

## 政治
圣莫冈所属的省级选区为布列塔尼地区蒙托邦县。

## 人口

1962-2008年间圣莫冈人口变化图示

圣莫冈于2022年1月1日时的人口数量为518人。